# Brandon Carlo
Brandon Mitchell Carlo (* 26. November 1996 in Colorado Springs, Colorado) ist ein US-amerikanischer Eishockeyspieler, der seit März 2025 bei den Toronto Maple Leafs in der National Hockey League (NHL) unter Vertrag steht. Zuvor war der Verteidiger über acht Jahre bei den Boston Bruins aktiv.

## Karriere
Carlo spielte zunächst in seinem Heimatstaat Colorado, ehe er ab 2013 für die Tri-City Americans in der Western Hockey League auflief. Der Verteidiger wurde im NHL Entry Draft 2015 in der zweiten Runde an 37. Position von den Boston Bruins aus der National Hockey League ausgewählt, die ihn schließlich im September 2015 unter Vertrag nahmen, jedoch noch ein weiteres Jahr in der WHL spielen ließen. Erst gegen Ende der Saison 2015/16 setzte Boston den US-Amerikaner in der American Hockey League bei den Providence Bruins ein.
Zur Spielzeit 2016/17 erarbeitete sich Carlo einen Platz im NHL-Kader der Boston Bruins und feierte dort am 13. Oktober sein Debüt. Im Laufe der Spielzeit verpasste der Verteidiger keines der 82 Spiele und etablierte sich somit im Aufgebot der Bruins. Im Juli 2021 unterzeichnete er einen neuen Sechsjahresvertrag in Boston, der ihm ein durchschnittliches Jahresgehalt von 4,1 Millionen US-Dollar einbringen soll.
Nach über acht Jahren bei den Bruins wurde Carlo kurz vor der Trade Deadline im März 2025 an die Toronto Maple Leafs abgegeben. Im Gegenzug erhielten die Bruins Fraser Minten, ein Erstrunden-Wahlrecht im NHL Entry Draft 2026 sowie ein Viertrunden-Wahlrecht im NHL Entry Draft 2025. Das Erstrunden-Wahlrecht ist dabei top 5 protected, verschiebt sich also automatisch um ein Jahr nach hinten, sollte es sich unter den ersten fünf Positionen befinden.

### International
Carlo vertrat sein Heimatland beim Ivan Hlinka Memorial Tournament 2013 sowie den U20-Junioren-Weltmeisterschaften 2015 und 2016. Neben der Silbermedaille beim Ivan Hlinka Memorial Tournament gewann er bei der U20-Junioren-Weltmeisterschaft 2016 die Bronzemedaille.

## Erfolge und Auszeichnungen
- 2013 Silbermedaille beim Ivan Hlinka Memorial Tournament
- 2015 Teilnahme am CHL Top Prospects Game
- 2016 Bronzemedaille bei der U20-Junioren-Weltmeisterschaft

## Karrierestatistik
Stand: Ende der Saison 2024/25

### International
Vertrat die USA bei:
- Ivan Hlinka Memorial Tournament 2013
- U20-Junioren-Weltmeisterschaft 2015
- U20-Junioren-Weltmeisterschaft 2016

(Legende zur Spielerstatistik: Sp oder GP = absolvierte Spiele; T oder G = erzielte Tore; V oder A = erzielte Assists; Pkt oder Pts = erzielte Scorerpunkte; SM oder PIM = erhaltene Strafminuten; +/− = Plus/Minus-Bilanz; PP = erzielte Überzahltore; SH = erzielte Unterzahltore; GW = erzielte Siegtore; 1 Play-downs/Relegation; Kursiv: Statistik nicht vollständig)